# David M. Stern
Pour les articles homonymes, voir Stern.
Cet article possède un paronyme, voir David Stern (homonymie).
David M. Stern est un scénariste et producteur de télévision américain. Dans la fin des années 1980 il a écrit des épisodes pour Les Années coup de cœur. Dans les années 1990 il travaille pour Les Simpson. En 2010 il développe la sériée télévisée d'animation Ugly Americans. Il est le frère de l'acteur et producteur Daniel Stern.

## Filmographie

### Scénariste

#### PourLes Simpson
| Année | Titre                              | Titre original                               | Saison | Épisode | Réalisateur     |
| ----- | ---------------------------------- | -------------------------------------------- | ------ | ------- | --------------- |
| 1990  | Aide-toi, le ciel t'aidera         | Bart Gets an F                               | 2      | 1       | David Silverman |
| 1991  | Jamais deux sans toi               | Principal Charming                           | 2      | 14      | Mark Kirkland   |
| 1992  | Homer au foyer                     | Homer Alone                                  | 3      | 15      | Mark Kirkland   |
| 1992  | Les Jolies Colonies de vacances    | Kamp Krusty                                  | 4      | 1       | Mark Kirkland   |
| 1993  | Le Choix de Selma                  | Selma's Choice                               | 4      | 13      | Carlos Baeza    |
| 1993  | Ne lui jetez pas la première bière | Duffless                                     | 4      | 16      | Jim Reardon     |
| 1999  | Fiesta à Las Vegas                 | Viva Ned Flanders                            | 10     | 10      | Neil Affleck    |
| 1999  | La Femme au volant                 | Marge Simpson in: "Screaming Yellow Honkers" | 10     | 15      | Mark Kirkland   |
| 2017  | Kamp Krusty                        | Kamp Krustier                                | 28     | 16      | Rob Oliver      |

#### Autres
- 1988-1990 : Les Années coup de cœur (8 épisodes)
- 2002 : Monk (2 épisodes)
- 2010-2011 : Ugly Americans (19 épisodes)

### Producteur
- 1992-1993 : Les Simpson (12 épisodes)
- 2002 : Monk (11 épisodes)
- 2010-2012 : Ugly Americans (28 épisodes)